# Canteleux
Canteleux ist eine Ortschaft in der französischen Gemeinde Bonnières und eine ehemalige Gemeinde mit zuletzt 16 Einwohnern (Stand 1. Januar 2016) im Département Pas-de-Calais. Sie gehörte zum Arrondissement Arras, zum Kanton Saint-Pol-sur-Ternoise und zum Kommunalverband Ternois.

## Lage
Die Ortschaft Canteleux liegt am Südrand des Artois an der Grenze zum Département Somme, 38 Kilometer westsüdwestlich von Arras. Nachbargemeinden von Canteleux waren Bouquemaison im Osten, Neuvillette im Süden, Barly im Südwesten sowie Bonnières im Nordwesten.

## Geschichte
Die Gemeinde Canteleux wurde am 1. Januar 2019 nach Bonnières eingegliedert. Canteleux war zuletzt – gemessen an der Einwohnerzahl – die kleinste Gemeinde im Département Pas-de-Calais
| Jahr                       | 1962 | 1968 | 1975 | 1982 | 1990 | 1999 | 2008 | 2016 |
| -------------------------- | ---- | ---- | ---- | ---- | ---- | ---- | ---- | ---- |
| Einwohner                  | 31   | 27   | 25   | 17   | 18   | 17   | 16   | 15   |
| Quellen: Cassini und INSEE |      |      |      |      |      |      |      |      |